# Далибар, Жан
Жан Далибар (Jean Dalibard; род. 8 декабря 1958, Франция) — французский физик, специалист в области квантовой оптики. Член Французской академии наук (2004), иностранный член Американского философского общества (2018) и НАН США (2020), профессор Коллеж де Франс и прежде Политехнической школы, вице-директор Kastler-Brossel Laboratory.

## Биография
Учился в Высшей нормальной школе в 1977-1981 годах и в последний год получил степень магистра, занимавшись под началом Клода Коэн-Таннуджи. В 1981—1982 годах стажировался у Алена Аспе.
В 1982—1992 годах исследователь, в 1992—2012 годах директор по исследованиям CNRS.
В 1986 году защитил докторскую, выполненную под началом Коэн-Таннуджи.
В 1989—2002 годах доцент, в 2003—2016 годах профессор Политехнической школы.
В 1991 году приглашённый учёный в Национальном институте стандартов и технологий (США), а в 2010 году приглашённый исследователь в Кавендишской лаборатории Кембриджа и приглашённый фелло тамошнего Тринити-колледжа.
С 2012 года профессор Коллеж де Франс и с 2014 года член научного консультативного совета CNRS.
Член European Academy of Sciences (2009) и Европейской академии (2011), фелло Оптического общества (2013) и Американского физического общества (2013).

## Награды
- Gustave Ribaud Prize, Французская АН (1987)
- Prix Mergier-Bourdeix[фр.], Французская АН (1992)
- Prix Jean-Ricard[фр.], Французское физическое общество (2000)
- Blaise Pascal Medal[англ.], Европейская академия наук (2009)
- Three Physicists Prize[англ.], Фонд Франции (2010)
- Davisson–Germer Prize in Atomic or Surface Physics[англ.], Американское физическое общество (2012)
- Премия имени Макса Борна Оптического общества (2012)
- Bose-Einstein condensation prize (2017)[6][7]